# Carl Christoph Cramer
Carl Christoph Cramer (* 7. Juni 1750 in Ansbach; † 11. Dezember 1827 in Glogau) war ein deutscher Steuereinnehmer, Inhaber der Konzession für den Kaffeehandel in Schlesien, Consulent und kgl. Hofrat in Glogau.

## Leben und Wirken

### Familie
Cramer wurde als Sohn des Hof-, Kammer- und Landschaftsrats Johann Friedrich Cramer (1706–1768) und dessen Ehefrau Sabina Rosina Heberer (1710–1767) in Ansbach geboren. Großväter waren Melchior Conrad Cramer (1672–1760), Leibmedicus und Hochfürstl. Brandenburg-Onolzbachischer Geheimer Rat in Ansbach (Onolzbach = Ansbach) und Johann Wolfgang Heberer (1675–1730), Consulent und Syndicus in Weissenburg.
Cramer heiratete 1776 in Seppau bei Dalkau Kreis Glogau Louise Ernestine Sack, die Pflegetochter des Stifters der Hofrat Simon Heinrich Sack’sche Familienstiftung, Simon Heinrich Sack, Königlich Preußischer Hof- und Justiz-Commissions-Rat sowie Rechtsanwalt in Glogau. Die Abstammung der Ehefrau ist ungeklärt.
Aus der Ehe sind zwei Töchter hervorgegangen:
- Amalie Henriette Caroline Louise Cramer (1778–1848), Beraterin und Freundin von militärischen und politischen Persönlichkeiten in Berlin und Salonière. Sie war verheiratet mit dem Geh. Regierungsrat und Chefpräsidenten der Oberrechnungskammer in Berlin, Heinrich Huldreich Peter von Béguelin (1765–1818).
- Caroline Wilhelmine Auguste Cramer (1784–1872), verheiratet mit dem Kreisjustizrat Carl Leopold Gottfried Sattig (1774–1844) aus Glogau.

### Leben und Bedeutung
Durch den Wechsel Schlesiens von Österreich zu Preußen ab 1742 infolge der Schlesischen Kriege ergaben sich erhebliche juristische Probleme, da die meisten Grundbesitzer in Österreich ansässig waren und für Juristen ein weites Betätigungsfeld für Besitzverwaltungen und Besitzveränderungen vorgefunden wurde.
Deshalb zog Simon Heinrich Sack, der spätere Schwiegervater von Cramer, nach Beendigung seiner juristischen Studien etwa 1742 nach Glogau, wo er nicht nur als Prozessvertreter tätig war, sondern auch treuhänderische Aufgaben bei der Verwaltung u. a. der im Ausland weilenden Großgrundbesitzer übernahm. Er war u. a. auch Berater des ersten dirigierenden Ministers von Schlesien, Freiherr Ernst Wilhelm von Schlabrendorf, der ab 1755 dieses Amt versah und in Schlesien umfangreichen Grundbesitz hatte und in der Nähe von Glogau auf seinem Gut Seppau (Szczepów) wohnte. Bei der Überführung österreichischer Staats- und Privatgüter führte Sack nicht nur die notariellen Akte durch, sondern kaufte selbst Güter an, übernahm die Instandsetzung und verkaufte sie dann mit Gewinn, wodurch er sich ein bedeutendes Vermögen erwarb.
Aus denselben Gründen wie Sack ist Cramer schon in jungen Jahren nach Glogau gekommen. Cramer (Carolus Cramerus) hatte vorher Rechtswissenschaft studiert, und zwar ab April 1768 in Erlangen. Ab Sommer 1771 war er in Leipzig immatrikuliert.
Nach Beendigung seines Studiums wurde er als Erzieher in das Haus des im Jahre 1767 verstorbenen Freiherrn Ernst Wilhelm von  Schlabrendorf berufen.
Dort lernte ihn Simon Heinrich Sack kennen, der den noch jungen Sohn des verstorbenen Freiherrn, Friedrich Wilhelm Ludwig Heinrich von Schlabrendorf (1743–1803) bei der Verwaltung seiner Güter unterstützte. Dieser wurde 1772 vom König Friedrich II. von Preußen in den Grafenstand berufen.

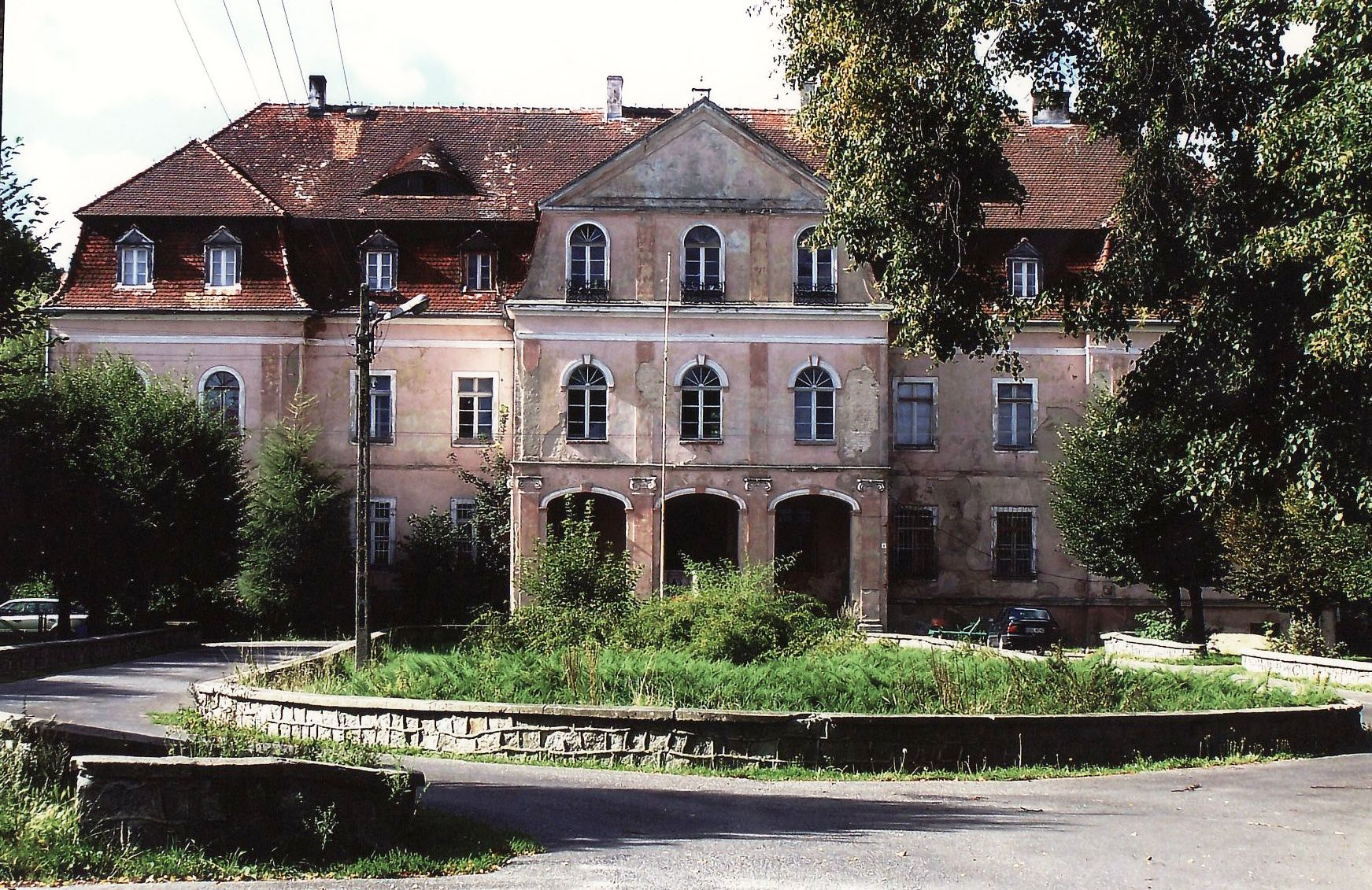
Schloss Hermsdorf bei Glogau, im Jahr 2014

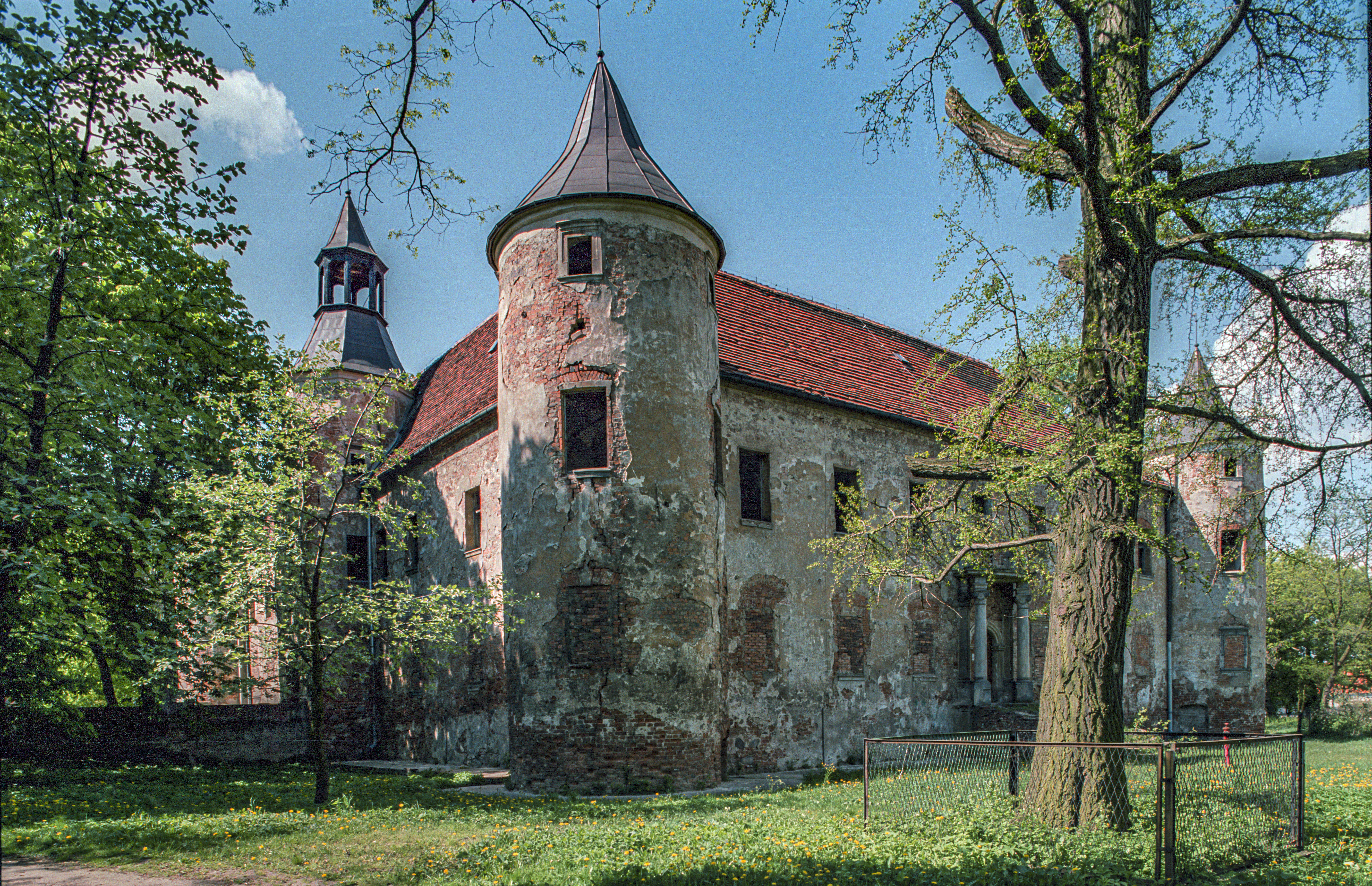
Ruine von Schloss Köben im Jahr 2007

Daraus ergab sich eine geschäftliche Zusammenarbeit, bei der Cramer von dem  Hofrat Sack für seine mannigfaltigen Geschäfte eingespannt wurde. Cramer wurde staatlicher Steuereinnehmer und erhielt den Titel „Hofrat“. 1776 heiratete er auf dem Gute Seppau  der Familie Schlabrendorff die möglicherweise leibliche, aber nicht ehelich geborene Tochter seines Partners Sack, die dieser vorher adoptiert haben soll. Die Tochter hatte schon zu Lebzeiten ihres Vaters eine Schenkung von 50.000 Thaler erhalten. Von diesem Geld erwarben die Eheleute Cramer wohl aus dem Schlabrendorfschen Besitz das Schloss Hermsdorf bei Glogau, das vor 1803 wieder verkauft wurde. Danach erwarben sie die Herrschaft Köben an der Oder.
1781 erließ Friedrich der Große nach französischem Vorbild für Preußen ein staatliches Monopol auf Kaffee, das erst im Jahre 1787 nach seinem Tode abgeschafft wurde. Neben der Einfuhr und dem Handel hatte der Staat auch das Kaffeerösten in eigener Regie geregelt. Das private Rösten war bei strenger Strafe verboten, geröstet wurde ausschließlich in der Staatlichen Rösterei in Berlin. Nur die königlichen Zolllager und wenige konzessionierte Lebensmittelhändler durften den gerösteten Kaffee verkaufen. Zunächst unterstand dem Hofrat Sack in der Zeit 1780/1781 für Schlesien das General-Kaffee-Depot. Diese Aufgabe übergab er danach an seinen Schwiegersohn Cramer, der damit eine weitere Quelle für seinen Reichtum schuf.
Cramer investierte u. a. das Geld in Anleihen. Als der Kaufmann und Gutsbesitzer Sigmund Otto Joseph von Treskow (1756–1825) auf seinem Gut in Owinsk ein Palais errichtete, gab er eigene Wertpapiere heraus, die in politisch unsicherer Zeit eine Verzinsung von drei Prozent garantierten. Wilhelm von Humboldt beteiligte sich mit 38.000 Talern an diesem Geschäft, Carl Christoph Cramer investierte 100.000 Taler.
Als 1806 Glogau und Umgebung während der Koalitionskriege von den Franzosen besetzt wurde und aufgrund des Frieden von Tilsit bis zum Jahre 1814 besetzt blieb, veränderten sich die Verhältnisse sehr schnell. Infolge der unerschwinglichen Kriegskontributionen, die die wohlhabenden Bürger in Glogau durch die französische Besetzung zu tragen hatten, sah Cramer sich gezwungen, die Herrschaft Köben mit Verlust fast seines gesamten Vermögens zu verkaufen. Auch das bedeutende Vermögen seiner Ehefrau ging verloren. Sein Schwiegersohn Sattig verlor dadurch 15.000 Thaler. Cramer verfiel darüber in einen unheilbaren „Irrsinn“. Er starb in ärmlichen Verhältnissen.